# Horse Soldiers
Pour plus de détails, voir Fiche technique et Distribution.
Horse Soldiers ou La Brigade des 12 au Québec (12 Strong: The Declassified True Story of the Horse Soldiers) est un film de guerre américain réalisé par Nicolai Fuglsig, sorti en 2018. Elle relate la  Bataille de Mazar-e-Charif du 3 au 9 novembre 2001.

## Synopsis
Après les attentats du 11 septembre 2001, une équipe composée d'agents de la CIA et des forces spéciales américaines, menées par le capitaine Mitch Nelson, est envoyée en Afghanistan. Ils collaborent avec le général afghan Abdul Rachid Dostom pour tenter de démanteler les talibans.

## Fiche technique
- Titre original : 12 Strong: The Declassified True Story of the Horse Soldiers
- Titre français : Horse Soldiers
- Titre québécois : La Brigade des 12
- Réalisateur : Nicolai Fuglsig
- Scénario : Peter Craig et Ted Tally, d'après l'ouvrage Horse Soldiers de Doug Stanton
- Décors : Wilhelm Pfau
- Costumes : Daniel J. Lester
- Photographie : Rasmus Videbæk
- Montage : Lisa Lassek
- Musique : Lorne Balfe
- Production : Jerry Bruckheimer, Molly Smith, Trent Luckinbill et Thad Luckinbill
- Sociétés de production : Alcon Entertainment, Black Label Media, Jerry Bruckheimer Films, Lionsgate et Torridon Films
- Société de distribution : Warner Bros. Pictures (États-Unis) ; Metropolitan Filmexport (France)
- Budget : 35 millions $
- Pays d’origine : États-Unis
- Langue originale : anglais
- Format : couleurs – 2,35:1 – 35 mm, cinéma numérique — son Dolby Digital
- Genre : guerre
- Durée : 129 minutes
- Dates de sortie : 
  -  États-Unis : 19 janvier 2018
  -  France : 31 janvier 2018

## Distribution
- Chris Hemsworth (VF : Adrien Antoine ; VQ : Martin Desgagné) : Capitaine Mitch Nelson
- Michael Shannon (VF : David Krüger ; VQ : Louis-Philippe Dandenault) : Adjudant-chef Hal Spencer
- Michael Peña (VF : Bernard Gabay ; VQ : Gabriel Lessard) : Sergent de première classe Sam Diller
- Navid Negahban (VF : Babak Akbari Farahani ; VQ : Manuel Tadros) : Général Abdul Rashid Dostum
- Austin Stowell (VF : Julien Allouf ; VQ : Adrien Bletton) : Sergent-chef Fred Falls
- Trevante Rhodes (VF : Daniel Lobé ; VQ : Fayolle Jean Jr.) : Sergent de première classe Ben Milo
- Geoff Stults (VF : Benjamin Penamaria ; VQ : Jean-Philippe Baril Guérard) : Sean Coffers
- Thad Luckinbill (VF : Jean-Christophe Dollé ; VQ : Alexandre Fortin) : Vern Michaels
- William Fichtner (VF : Guy Chapellier ; VQ : Jean-Luc Montminy) : Colonel Mulholland
- Rob Riggle (VF : Renaud Marx ; VQ : Alain Zouvi) : Lieutenant-Colonel Max Bowers
- Elsa Pataky (VF : Dorothée Pousséo ; VQ : Ariane-Li Simard-Côté) : Jean Nelson
- Ben O'Toole (VF : Olivier Augrond) : Scott Black
- Austin Hébert (VF : Didier Cherbuy ; VQ : Hugolin Chevrette) : Sergent de première classe Pat Essex
- Kenneth Miller (VF : Vincent Bonasseau) : Kenny Jackson
- Kenny Sheard : Sergent de première classe Bill Bennett
- Jack Kesy : Charles Jones
- Laith Nakli : Commandant Ahmed Lal
- Yousuf Azami : Fakir
- Fahim Fazli : Commandant Khaled
- Peter Malek : Habib
- Alison King : Marcha Spencer
- Lauren Myers : Lisa Diller
- Taylor Sheridan (VF : Guillaume Lebon ; VQ : Pierre-Étienne Rouillard) : Brian
- Seth Adkins : Josh
- Marie Wagenman : Maddy Nelson
- Numan Acar  : Mullah Razzan

## Production

### Développement
Le 2 décembre 2011, il a été annoncé que le producteur Jerry Bruckheimer avait sorti le script de Ted Tally et réécrit par Peter Craig avec Nicolai Fuglsig attaché à direct, qui a été acheté par Walt Disney Pictures en 2009 pour Bruckheimer, basé sur le livre de fiction de Doug Stanton, Horse Soldiers. Le 29 mars 2016, Deadline a annoncé que Bruckheimer avait officiellement embauché Fuglsig pour faire ses débuts de réalisateur de long métrage, qui serait cofinancé et produit par Molly Smith, Trent Luckinbill et Thad Luckinbill via Black Label Media, ainsi que Jerry Bruckheimer Films de Bruckheimer.

### Tournage
Le tournage principal a commencé début janvier 2017 au Nouveau-Mexique. Des mines près d'Orogrande ont été utilisées. Plus tard, le tournage a eu lieu à Socorro, où il s'est terminé le 26 janvier, après huit jours. Le film a également été tourné à Alamogordo, en utilisant le monument national de White Sands. Les scènes impliquant des campements militaires ont été filmées à l'aide de 20 structures louées à AKS Military, un fabricant privé d'abris militaires.

## Accueil

### Critiques
Sur Rotten Tomatoes, le film a une cote d'approbation de 51 % basée sur 162 commentaires, et une note moyenne de 5,52⁄10. Le consensus critique du site Web se lit comme suit : "Horse Soldiers a une distribution solide, des intentions honorables et une histoire passionnante, basée sur des faits - qui sont parfois suffisants pour contrebalancer un manque décevant de profondeur ou de nuance". Sur Metacritic, le film a un score moyen pondéré de 54⁄100 basé sur 43 critiques, indiquant des "critiques mitigées ou moyennes". Le public interrogé par CinemaScore a donné au film une note moyenne de "A" sur une échelle de A + à F, tandis que PostTrak a rapporté que les cinéphiles ont donné un score global positif de 81 % et une "recommandation définitive" de 63 %.
L'accueil en France est plus positif, puisque pour 4 critiques, le site AlloCiné lui attribue une moyenne de 3⁄5

### Box-office
| Pays ou région    | Box-office     | Date d'arrêt du box-office | Nombre de semaines |
| ----------------- | -------------- | -------------------------- | ------------------ |
| États-Unis Canada | 46 700 000 $   | 22 janvier 2015            | 13                 |
| France            | 75 782 entrées | -                          | -                  |
| Total mondial     | 70 800 000 $   | -                          | -                  |